# Adscita
Genre
Adscita est un genre de lépidoptères (papillons) de la famille des Zygaenidae et de la sous-famille des Procridinae.
Ses espèces comptent parmi celles appelées en français les « Turquoises » ou les « Procris ».

## Systématique
Le genre Adscita a été décrit par l'entomologiste suédois Anders Jahan Retzius en 1783. Son espèce type est Adscita turcosa Retzius, 1783,.
Adscita Retzius, 1783 admet pour synonymes juniors subjectifs :
- Procris Fabricius, 1807 (espèce type : Sphinx statices Linnaeus, 1758),
- Ino Leach, [1815] (nom préoccupé ; espèce type : Sphinx statices Linnaeus, 1758).

## Liste des espèces
D'après Funet avec compléments :
- Adscita albanica (Naufock, 1926)
- Adscita alpina (Alberti, 1937) — la Turquoise de la vinette, le Procris des Alpes
- Adscita amaura (Staudinger, 1887)
- Adscita ambigua (Staudinger, 1887)
- Adscita bolivari (Agenjo, 1937)
- Adscita capitalis (Staudinger, 1879)
- Adscita dolosa (Staudinger, 1887)
- Adscita dujardini Efetov & Tarmann, 2014 — la Turquoise de la sanguinaire, le Procris du géranium
- Adscita geryon (Hübner, 1813) — la Turquoise de l'hélianthème, le Procris de l'hélianthème
- Adscita incerta (Staudinger, 1887)
- Adscita italica (Alberti, 1937)
- Adscita jordani (Naufock, 1921)
- Adscita krymensis Efetov, 1994
- Adscita mannii (Lederer, 1853) — la Turquoise des cistes, le Procris vert brillant
- Adscita obscura (Zeller, 1847)
- Adscita schmidti (Naufock, 1933)
- Adscita splendens (Staudinger, 1887)
- Adscita statices (Linnaeus, 1758) — la Turquoise, la Turquoise de la sarcille, le Procris de l'oseille
- Adscita suspecta (Staudinger, 1887)
- Adscita turcosa Retzius, 1783